# Moropsyche girautcharichnu
Moropsyche girautcharichnu är en nattsländeart som beskrevs av Schmid 1968. Moropsyche girautcharichnu ingår i släktet Moropsyche och familjen Apataniidae. Inga underarter finns listade i Catalogue of Life.